# San Martín del Pimpollar (kommunhuvudort)
San Martín del Pimpollar är en kommunhuvudort i Spanien.   Den ligger i provinsen Provincia de Ávila och regionen Kastilien och Leon, i den centrala delen av landet, 110 km väster om huvudstaden Madrid. San Martín del Pimpollar ligger 1 335 meter över havet och antalet invånare är 274.
Terrängen runt San Martín del Pimpollar är kuperad åt nordväst, men åt sydost är den bergig. Runt San Martín del Pimpollar är det mycket glesbefolkat, med 6 invånare per kvadratkilometer. Närmaste större samhälle är Arenas de San Pedro, 17,7 km söder om San Martín del Pimpollar. 